# 奧沃季夫卡
50°28′48″N 34°48′4″E / 50.48000°N 34.80111°E
奧沃迪夫卡（烏克蘭語：Оводівка）是位於烏克蘭東北部的村莊，由蘇梅州奥赫蒂尔卡区的特羅斯佳內茨市鎮負責管轄。該村距離布拉特西克1公里，海拔高度141米，2001年人口13。